# ヴィクトリー級コルベット
ヴィクトリー級コルベット（英語: Victory-class corvette）は、シンガポール海軍のコルベットの艦級。

## 設計
本級は、ドイツのリュールセン社によって開発されたMGB-62型と称される設計を採用している。これは同社がバーレーン海軍向けに開発したアル・マナマ級（FPB-62型）の船体設計を流用して、ヘリコプターの運用能力を省いたものである。またイスラエル製の充実した電子戦装備を配置する必要から、同国海軍のヘッツ級に似た大型の塔型マストを備えているが、このために復原性の問題があり、1992年にはARSA（adaptive rudder-roll stabilizing autopilot）舵減揺装置が装備された。
主機関はアル・マナマ級（FPB-62型）のものが踏襲され、V型20気筒のMTU 20V538 TB93ディーゼルエンジン4基によってスクリュープロペラ4軸を駆動する方式としている。また電源は合計出力408キロワットを確保した。

## 装備
戦術情報処理装置はイスラエル製のNATACS、武器管制システムはサーブ社の9LV200であり、メインセンサーは同社のシージラフ150HCである。また航法レーダーは戦術状況表示盤と連動している。
1996年には、「ヴァラー」での試験を経て、全艦の艦尾甲板両舷にバラク-1個艦防空ミサイルのVLSが8セルずつ搭載された。なおハープーン艦対艦ミサイルは、平時は2発のみが搭載されている。

## 同型艦一覧
| #    | 艦名                         | 進水           | 就役          |
| ---- | ---------------------------- | -------------- | ------------- |
| P 88 | ヴィクトリー RSS Victory     | 1988年6月8日   | 1990年8月18日 |
| P 89 | ヴァラー RSS Valour          | 1988年12月10日 | 1990年8月18日 |
| P 90 | ヴィジランス RSS Vigilance   | 1989年4月27日  | 1990年8月18日 |
| P 91 | ヴァリアント RSS Valiant     | 1989年7月22日  | 1991年5月25日 |
| P 92 | ヴィガー RSS Vigour          | 1989年12月1日  | 1991年5月25日 |
| P 93 | ヴェンジェンス RSS Vengeance | 1990年12月23日 | 1991年5月25日 |